# Mistrzostwa Europy w Wioślarstwie 2007 – czwórka bez sternika wagi lekkiej mężczyzn
Czwórka bez sternika wagi lekkiej mężczyzn (LM4-) – konkurencja rozgrywana podczas Mistrzostw Europy w Wioślarstwie 2007 w Poznaniu między 21 a 23 września.

## Terminarz
| Data             |            |
| ---------------- | ---------- |
| 21 września 2007 | Eliminacje |
| 22 września 2007 | Repasaże   |
| 23 września 2007 | Finał B    |
| 23 września 2007 | Finał A    |

## Wyniki

### Eliminacje
Najlepsza osada z każdego biegu awansowała bezpośrednio do finału. Pozostałe czwórki automatycznie zostały zakwalifikowane do repasaży.

#### Bieg 1
| Pozycja | Zawodnik                                                           | Kraj    | Czas    | Uwagi |
| ------- | ------------------------------------------------------------------ | ------- | ------- | ----- |
| 1.      | Jiří Vlček Catello Amarante Salvatore Amitrano Bruno Mascarenhas   | Włochy  | 6:13,97 | Q     |
| 2.      | Szymon Wiśniewski Łukasz Siemion Mariusz Stańczuk Cezary Mrozowicz | Polska  | 6:18,63 |       |
| 3.      | Vlastimil Čabla Ondřej Straka Jiří Kopáč Miroslav Vraštil          | Czechy  | 6:20,34 |       |
| 4.      | Ruben De Gendt Tiago Cardoso Da Silva François Libois Olivier Ek   | Belgia  | 6:22,09 |       |
| 5.      | Philippe De Wilde Damien Margat Vincent Faucheux Guillaume Raineau | Francja | 6:23,36 |       |

#### Bieg 2
| Pozycja | Zawodnik                                                               | Kraj    | Czas    | Uwagi |
| ------- | ---------------------------------------------------------------------- | ------- | ------- | ----- |
| 1.      | Veljko Urošević Nenad Babović Goran Nedeljković Miloš Tomić            | Serbia  | 6:17,62 | Q     |
| 2.      | Ołeksij Striukow Ołeksandr Serdiuk Jewhen Skomoroch Roman Sidorow      | Ukraina | 6:21,42 |       |
| 3.      | Siergiej Bukriejew Ilja Aszczin Aleksandr Sawkin Aleksandr Ziuzin      | Rosja   | 6:21,96 |       |
| 4.      | Apostolos Kurkumbas Atanasios Liolios Ilias Papas Ewangelos Tsurtsulas | Grecja  | 6:29,98 |       |
| 5.      | Donatas Auškelis Tomas Plauška Mantas Leknius Petras Leknius           | Litwa   | 6:53,97 |       |

### Repasaże
Do finału awansowały dwie najlepsze czwórki z każdego repasażu. Pozostała osady wzięły udział w finale B.

#### Repasaż 1
| Pozycja | Zawodnik                                                           | Kraj   | Czas    | Uwagi |
| ------- | ------------------------------------------------------------------ | ------ | ------- | ----- |
| 1.      | Siergiej Bukriejew Ilja Aszczin Aleksandr Sawkin Aleksandr Ziuzin  | Rosja  | 6:12,17 | Q     |
| 2.      | Szymon Wiśniewski Łukasz Siemion Mariusz Stańczuk Cezary Mrozowicz | Polska | 6:13,92 | Q     |
| 3.      | Ruben De Gendt Tiago Cardoso Da Silva François Libois Olivier Ek   | Belgia | 6:22,30 |       |
| 4.      | Donatas Auškelis Tomas Plauška Mantas Leknius Petras Leknius       | Litwa  | 6:42,13 |       |

#### Repasaż 2
| Pozycja | Zawodnik                                                               | Kraj    | Czas    | Uwagi |
| ------- | ---------------------------------------------------------------------- | ------- | ------- | ----- |
| 1.      | Ołeksij Striukow Ołeksandr Serdiuk Jewhen Skomoroch Roman Sidorow      | Ukraina | 6:16,41 | Q     |
| 2.      | Vlastimil Čabla Ondřej Straka Jiří Kopáč Miroslav Vraštil              | Czechy  | 6:16,69 | Q     |
| 3.      | Philippe De Wilde Damien Margat Vincent Faucheux Guillaume Raineau     | Francja | 6:16,80 |       |
| 4.      | Apostolos Kurkumbas Atanasios Liolios Ilias Papas Ewangelos Tsurtsulas | Grecja  | 6:16,80 |       |

### Finały

#### Finał B
| Pozycja | Zawodnik                                                               | Kraj    | Czas    |
| ------- | ---------------------------------------------------------------------- | ------- | ------- |
| 1.      | Philippe De Wilde Damien Margat Vincent Faucheux Guillaume Raineau     | Francja | 6:26,20 |
| 2.      | Ruben De Gendt Tiago Cardoso Da Silva François Libois Olivier Ek       | Belgia  | 6:29,38 |
| 3.      | Donatas Auškelis Tomas Plauška Mantas Leknius Petras Leknius           | Litwa   | 6:49,35 |
| 4.      | Apostolos Kurkumbas Atanasios Liolios Ilias Papas Ewangelos Tsurtsulas | Grecja  | DNS     |

#### Finał A
| Pozycja | Zawodnik                                                           | Kraj    | Czas    | Uwagi  |
| ------- | ------------------------------------------------------------------ | ------- | ------- | ------ |
| 1.      | Jiří Vlček Catello Amarante Salvatore Amitrano Bruno Mascarenhas   | Włochy  | 6:17,84 | złoto  |
| 2.      | Veljko Urošević Nenad Babović Goran Nedeljković Miloš Tomić        | Serbia  | 6:20,49 | srebro |
| 3.      | Siergiej Bukriejew Ilja Aszczin Aleksandr Sawkin Aleksandr Ziuzin  | Rosja   | 6:23,01 | brąz   |
| 4.      | Szymon Wiśniewski Łukasz Siemion Mariusz Stańczuk Cezary Mrozowicz | Polska  | 6:24,00 |        |
| 5.      | Vlastimil Čabla Ondřej Straka Jiří Kopáč Miroslav Vraštil          | Czechy  | 6:28,75 |        |
| 6.      | Ołeksij Striukow Ołeksandr Serdiuk Jewhen Skomoroch Roman Sidorow  | Ukraina | 6:33,93 |        |